# Australia Women’s Sevens
Australia Women’s Sevens – oficjalny międzynarodowy turniej żeńskich reprezentacji narodowych w rugby 7 rozgrywany od 2017 roku pod egidą World Rugby wchodzący w skład World Rugby Women’s Sevens Series.

## Informacje ogólne
Zawody w oficjalnym kalendarzu World Rugby pojawiły się w związku z ogłoszeniem w sierpniu 2016 roku rozszerzenia światowego cyklu World Rugby Women’s Sevens Series do sześciu turniejów od sezonu 2016/2017. Turniej był rozgrywany wraz z męskim Australia Sevens i brało w nim udział dwanaście reprezentacji.